# Les Piards
Les Piards foi uma comuna francesa na região administrativa de Borgonha-Franco-Condado, no departamento de Jura. Estendia-se por uma área de 5,29 km². Em 2010 a comuna tinha 186 habitantes (densidade: 35,2 hab./km²).
Em 1 de janeiro de 2019, passou a formar parte da comuna de Nanchez.